# Montilliers
Montilliers [mɔ̃tije]  est une commune française située dans le département de Maine-et-Loire, en région Pays de la Loire.
Elle se situe dans le Vihiersois, à quelques kilomètres de la ville de Vihiers.

## Géographie

### Localisation
Commune angevine du sud Layon située dans les Mauges, ce territoire rural de l’ouest de la France se trouve à quelques kilomètres au nord de Vihiers. Son territoire est essentiellement rural. Pays de bocage, le Vihiersois se situe dans un triangle entre Angers, Cholet et Saumur.

### Communes limitrophes
Les communes les plus proches sont Cernusson (2 km), Aubigné-sur-Layon (4 km) RD 748, Vihiers (5 km), Trémont (5 km), La Fosse-de-Tigné (6 km), Tigné (6 km), Faveraye-Mâchelles (7 km), Tancoigné (7 km), Valanjou (8 km) et Martigné-Briand (8 km).

### Géologie et relief
À quelques kilomètres au nord et à l'est du Vihiersois se trouve la vallée du Layon, qui marque la transition entre les Mauges et le Saumurois. Le sud de l'Anjou comporte à l'est des terrains secondaires et tertiaires (Saumurois) et à l'ouest des terrains primaires (Mauges). Dans ces derniers, on trouve un pays de bocage sur des terrains de schistes et de granites.
Montilliers se situe sur les unités paysagères du Couloir du Layon et du Plateau des Mauges.
L'altitude de la commune varie de 42 à 119 mètres, pour une altitude moyenne de 100 mètres. Son territoire s'étend sur plus de 26 km2 (2 636 hectares).

### Climat
Son climat est tempéré, de type océanique. Le climat angevin est particulièrement doux, de par sa situation entre les influences océaniques et continentales. Généralement les hivers sont pluvieux, les gelées rares et les étés ensoleillés.
Pour des articles plus généraux, voir Climat des Pays de la Loire et Climat de Maine-et-Loire.
En 2010, le climat de la commune est de type climat océanique altéré, selon une étude du CNRS s'appuyant sur une série de données couvrant la période 1971-2000. En 2020, Météo-France publie une typologie des climats de la France métropolitaine dans laquelle la commune est exposée à un climat océanique et est dans la région climatique Moyenne vallée de la Loire, caractérisée par une bonne insolation (1 850 h/an) et un été peu pluvieux.
Pour la période 1971-2000, la température annuelle moyenne est de 11,7 °C, avec une amplitude thermique annuelle de 14,3 °C. Le cumul annuel moyen de précipitations est de 691 mm, avec 11,6 jours de précipitations en janvier et 6,2 jours en juillet. Pour la période 1991-2020, la température moyenne annuelle observée sur la station météorologique de Météo-France la plus proche, « Martigne-briand », sur la commune de Terranjou à 10 km à vol d'oiseau, est de 12,6 °C et le cumul annuel moyen de précipitations est de 617,0 mm,. Pour l'avenir, les paramètres climatiques de la commune estimés pour 2050 selon différents scénarios d'émission de gaz à effet de serre sont consultables sur un site dédié publié par Météo-France en novembre 2022.

## Urbanisme
Morphologie urbaine : le village s'inscrit dans un territoire essentiellement rural.

### Typologie
Au 1er janvier 2024, Montilliers est catégorisée bourg rural, selon la nouvelle grille communale de densité à sept niveaux définie par l'Insee en 2022.
Elle est située hors unité urbaine et hors attraction des villes,.

### Habitat
En 2013, on trouve 498 logements sur la commune de Montilliers, dont 90 % sont des résidences principales, pour une moyenne sur le département de 90 %, et dont 78 % des ménages en sont propriétaires.

### Occupation des sols
L'occupation des sols de la commune, telle qu'elle ressort de la base de données européenne d’occupation biophysique des sols Corine Land Cover (CLC), est marquée par l'importance des territoires agricoles (92 % en 2018), en diminution par rapport à 1990 (95,3 %). La répartition détaillée en 2018 est la suivante : 
zones agricoles hétérogènes (37,9 %), terres arables (34 %), prairies (14,7 %), cultures permanentes (5,5 %), zones urbanisées (4,2 %), forêts (2,7 %), espaces verts artificialisés, non agricoles (1 %). L'évolution de l’occupation des sols de la commune et de ses infrastructures peut être observée sur les différentes représentations cartographiques du territoire : la carte de Cassini (XVIIIe siècle), la carte d'état-major (1820-1866) et les cartes ou photos aériennes de l'IGN pour la période actuelle (1950 à aujourd'hui).

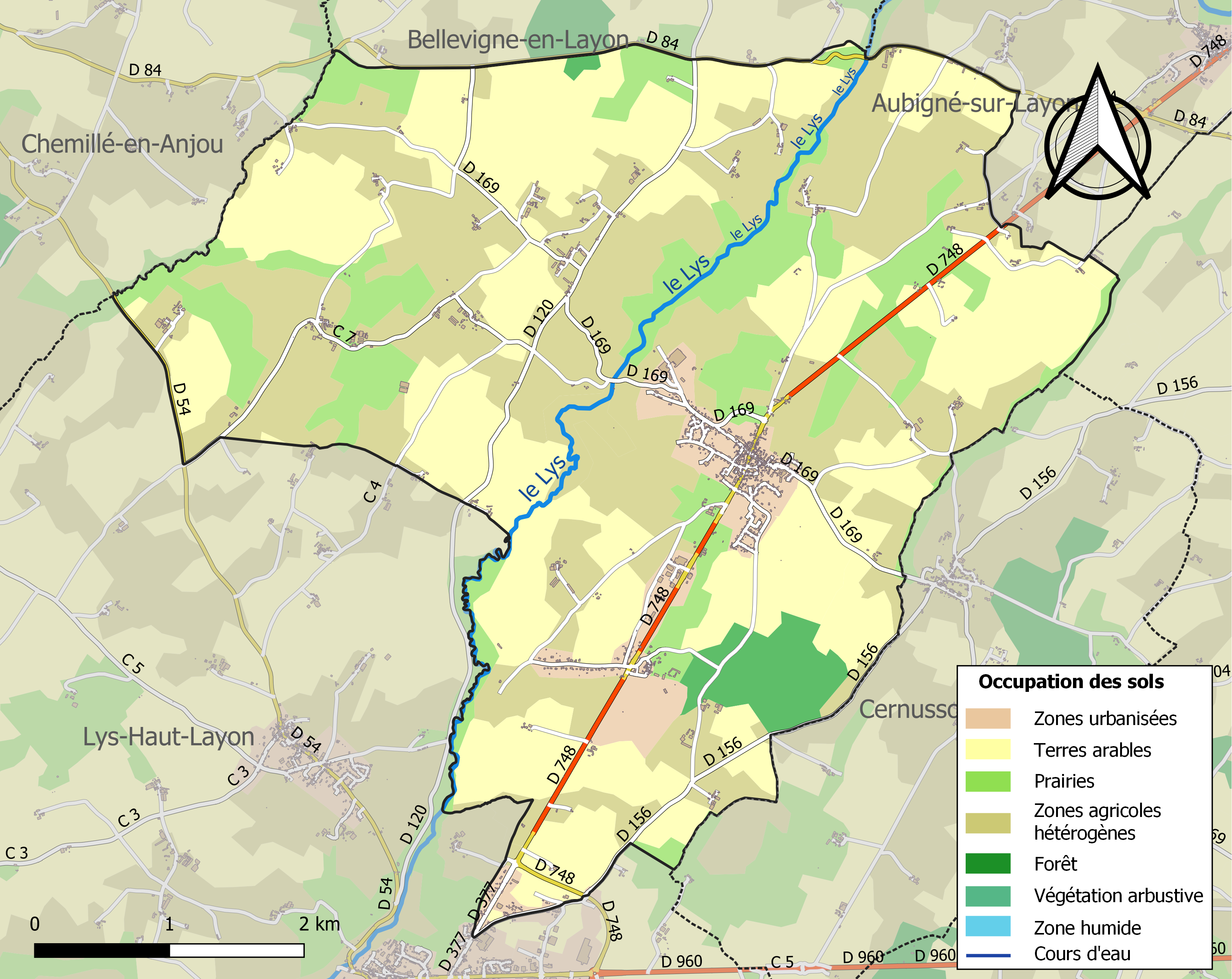
Carte des infrastructures et de l'occupation des sols de la commune en 2018 (CLC).

## Toponymie et héraldique

### Toponymie
Formes anciennes du nom : Monteclesiacus et Sanctus Hilarius de Monteglisiaco au XIe siècle, Curtis Monteglegis en 1026, Curtis que vocatur Monteglis en 1040, Curtis Monttisglisci en 1060, Sanctus Hilarius de Monteglisis en 1125, S. Hil. de Monticlesio en 1146, Montiglez en 1246, Montylles en 1301, Montillex en 1310, Monteilliers en 1514, Montiglers en 1405, Montilliers en 1793, Montillers en 1801, pour devenir ensuite Montilliers.
À partir des formes anciennes du nom, et notamment de « Monteclesiacus », on peut en déduire que l'origine de Montilliers serait « Mont de l'église ».
Nom des habitants (gentilé) : Les Montéglésiens

### Héraldique
| Montilliers | Héraldique : Les armes de Montilliers se blasonnent ainsi : d'azur, à trois montagnes d'or posées deux et une. |

## Histoire

### Moyen Âge
Au Moyen Âge, le prieur est seigneur châtelain.
Jusqu'en 1317, la paroisse dépend du diocèse de Poitiers, pour ensuite dépendre de celui de La Rochelle, doyenné de Vihiers. Elle relève de l'élection de Montreuil-Bellay et du grenier à sel de Vihiers.

### Ancien Régime
À la veille de la Révolution française, une partie du Vihiersois dépend de la sénéchaussée d'Angers (La Salle-de-Vihiers, Vihiers, Coron) et une autre de la sénéchaussée de Saumur (Tigné, Cernusson, Les Cerqueux, Saint-Paul-du-Bois, La Plaine).

### Époque contemporaine
À la réorganisation administrative qui suit la Révolution, Montilliers est rattachée en 1790 au canton de Vihiers et au district de Vihiers, puis en 1800 à l'arrondissement de Saumur.
Comme dans le reste de la région, à la fin du XVIIIe siècle se déroule la guerre de Vendée qui marquera de son empreinte la région. En 1794 plusieurs colonnes infernales parcourent la région. En janvier la colonne du général Bonnaire arrive à Concourson qui est incendié. Elle se divise ensuite en deux demi-colonnes, la première passant par Les Cerqueux qui est incendié et dont les habitants sont massacrés. La seconde passe par Cernusson, où le maire et environ quarante habitants sont fusillés, pour arriver à Montilliers où environ trente femmes et enfants sont fusillés. Le lendemain la première demi-colonne passe par Saint-Hilaire et Coron, alors que la seconde passe par Le Voide.

## Politique et administration

### Administration municipale
La commune est créée à la Révolution (Montilliers). Le conseil municipal est composé de 15 élus.
| Période                                  | Période                   | Identité                    | Étiquette | Qualité |
| ---------------------------------------- | ------------------------- | --------------------------- | --------- | ------- |
| 1801                                     | 1806                      | Maurille Gentil fils        |           |         |
| 1806                                     | 1823                      | Georges Hector fils         |           |         |
| 1824                                     | 1830                      | Louis Soyer                 |           |         |
| 1830                                     | 1834                      | Pierre Tirot                |           |         |
| 1834                                     | 1848                      | Pothin Humeau               |           |         |
| 1848                                     | 1861                      | Georges Hector              |           |         |
| 1861                                     | 1866                      | Jean Guibert                |           |         |
| 1866                                     | 1870                      | Pothin Humeau               |           |         |
| 1870                                     | 1888                      | Georges Hector              |           |         |
| 1888                                     | 1899                      | Jacques Baranger            |           |         |
| 1900                                     | 1908                      | Jean de Romans              |           |         |
| 1908                                     | 1919                      | Arthur Besnard              |           |         |
| 1919                                     | 1935                      | Alfred Regoin               |           |         |
| 1935                                     | 1947                      | Louis Grangereau            |           |         |
| 1947                                     | 1965                      | Louis Rampillon des Magnils |           |         |
| mars 1965                                | 1971                      | Pascal Beaumont             |           |         |
| mars 1971                                | 1999                      | Louis Beaumont              |           |         |
| 1999                                     | 2000                      | Robert Brunet               |           |         |
| mars 2001                                | mai 2020                  | Alain Réveillère,           |           |         |
| mai 2020                                 | En cours (au 30 mai 2020) | Philippe Bernard            |           |         |
| Les données manquantes sont à compléter. |                           |                             |           |         |

### Intercommunalité
Montilliers était intégrée à l'ancienne communauté de communes Vihiersois-Haut-Layon, qui regroupait douze communes, dont Cernusson et Trémont. Cette structure intercommunale était un établissement public de coopération intercommunale (EPCI) qui avait pour vocation de réunir les moyens de plusieurs communes, notamment dans le domaine du tourisme. Depuis le 1er janvier 2017, la commune est membre de la communauté d'agglomération du Choletais après la fusion avec la communauté de communes du Vihiersois-Haut-Layon.
La communauté de communes est membre du Pays de Loire en Layon, structure administrative d'aménagement du territoire.

### Autres circonscriptions
Jusqu'en 2014, la commune fait partie du canton de Vihiers et de l'arrondissement de Saumur. Le canton de Vihiers compte alors dix-sept communes. C'est l'un des quarante et un cantons que compte le département ; circonscriptions électorales servant à l'élection des conseillers généraux, membres du conseil général du département. Dans le cadre de la réforme territoriale, un nouveau découpage territorial pour le département de Maine-et-Loire est défini par le décret du 26 février 2014. Le canton de Vihiers disparait et la commune est rattachée au canton de Cholet-2, avec une entrée en vigueur au renouvellement des assemblées départementales de 2015.
La commune se trouve sur la quatrième circonscription de Maine-et-Loire, composée de six cantons dont Vihiers et Montreuil-Bellay.

## Population et société

### Démographie

#### Évolution démographique
L'évolution du nombre d'habitants est connue à travers les recensements de la population effectués dans la commune depuis 1793. Pour les communes de moins de 10 000 habitants, une enquête de recensement portant sur toute la population est réalisée tous les cinq ans, les populations de référence des années intermédiaires étant quant à elles estimées par interpolation ou extrapolation. Pour la commune, le premier recensement exhaustif entrant dans le cadre du nouveau dispositif a été réalisé en 2006.

En 2022, la commune comptait 1 229 habitants, en évolution de +0,33 % par rapport à 2016 (Maine-et-Loire : +2,12 %, France hors Mayotte : +2,11 %).
| 1793  | 1800 | 1806 | 1821 | 1831 | 1836 | 1841  | 1846  | 1851  |
| ----- | ---- | ---- | ---- | ---- | ---- | ----- | ----- | ----- |
| 1 100 | 601  | 749  | 882  | 980  | 990  | 1 005 | 1 044 | 1 011 |

| 1856  | 1861 | 1866 | 1872 | 1876 | 1881 | 1886 | 1891 | 1896 |
| ----- | ---- | ---- | ---- | ---- | ---- | ---- | ---- | ---- |
| 1 019 | 999  | 977  | 941  | 975  | 971  | 961  | 954  | 907  |

| 1901 | 1906 | 1911 | 1921 | 1926 | 1931 | 1936 | 1946 | 1954 |
| ---- | ---- | ---- | ---- | ---- | ---- | ---- | ---- | ---- |
| 888  | 886  | 906  | 832  | 829  | 803  | 838  | 843  | 852  |

| 1962 | 1968 | 1975 | 1982 | 1990  | 1999  | 2006  | 2011  | 2016  |
| ---- | ---- | ---- | ---- | ----- | ----- | ----- | ----- | ----- |
| 857  | 831  | 822  | 907  | 1 086 | 1 121 | 1 147 | 1 152 | 1 225 |

| 2021  | 2022  | - | - | - | - | - | - | - |
| ----- | ----- | - | - | - | - | - | - | - |
| 1 224 | 1 229 | - | - | - | - | - | - | - |

#### Pyramide des âges
La population de la commune est relativement jeune.
En 2018, le taux de personnes d'un âge inférieur à 30 ans s'élève à 33,6 %, soit en dessous de la moyenne départementale (37,2 %). À l'inverse, le taux de personnes d'âge supérieur à 60 ans est de 26,2 % la même année, alors qu'il est de 25,6 % au niveau départemental.
En 2018, la commune compte 628 hommes pour 591 femmes, soit un taux de 51,52 % d'hommes, largement supérieur au taux départemental (48,63 %).
Les pyramides des âges de la commune et du département s'établissent comme suit.
| Hommes | Classe d’âge | Femmes |
| ------ | ------------ | ------ |
| 1,8    | 90 ou +      | 3,6    |
| 6,0    | 75-89 ans    | 11,2   |
| 16,3   | 60-74 ans    | 13,7   |
| 22,0   | 45-59 ans    | 22,5   |
| 19,0   | 30-44 ans    | 16,9   |
| 13,1   | 15-29 ans    | 12,9   |
| 21,9   | 0-14 ans     | 19,3   |

| Hommes | Classe d’âge | Femmes |
| ------ | ------------ | ------ |
| 0,9    | 90 ou +      | 2,1    |
| 7      | 75-89 ans    | 9,5    |
| 16,2   | 60-74 ans    | 16,9   |
| 19,4   | 45-59 ans    | 18,7   |
| 18,2   | 30-44 ans    | 17,5   |
| 18,8   | 15-29 ans    | 17,6   |
| 19,5   | 0-14 ans     | 17,6   |

### Vie locale
Services publics présents sur la commune de Montilliers : mairie, école maternelle et primaire, maison de retraite. Les autres services publics sont à Vihiers, ainsi que les structures sociales (ADMR du Vihiersois…) et culturelles (école de musique intercommunale…).
La plupart des structures de santé se situent également à Vihiers, tel l'hôpital local ou le centre de secours.
Le ramassage des déchets est géré par le Syndicat mixte intercommunal pour le traitement des ordures ménagères et des déchets, le Smitom du Sud Saumurois, qui se trouve à Doué-la-Fontaine.
On trouve sur la commune l'étang des Prés Naiteaux (pêche, aire de jeux, pique-nique, baignade). L'office du tourisme est situé à Vihiers.

## Économie

### Tissu économique
Commune principalement agricole, en 2008, sur les 108 établissements présents sur la commune, 46 % relèvent du secteur de l'agriculture. Deux ans plus tard, en 2010, sur 117 établissements présents sur la commune, 42 % relèvent du secteur de l'agriculture (pour une moyenne de 17 % sur l'ensemble du département), 10 % du secteur de l'industrie, 10 % du secteur de la construction, 33 % de celui du commerce et des services et 4 % du secteur de l'administration et de la santé.
Sur 108 établissements présents sur la commune à fin 2014, 31 % relèvent du secteur de l'agriculture (pour une moyenne de 11 % sur le département), 15 % du secteur de l'industrie,, 12 % du secteur de la construction, 38 % de celui du commerce et des services et 5 % du secteur de l'administration et de la santé.
Une zone d’activités est présente à Vihiers et Montilliers (Anjou Actiparc Vihiersois-Haut-Layon).

### Agriculture
Liste des appellations présentes sur le territoire :
- IGP Agneau du Poitou-Charentes, IGP Bœuf de Vendée, IGP Bœuf du Maine, AOC AOP Maine-Anjou, IGP Volailles de Cholet, IGP Volailles d’Ancenis,
- IGP Brioche vendéenne,
- AOC AOP Anjou blanc, AOC AOP Anjou gamay, AOC AOP Anjou gamay nouveau ou primeur, AOC AOP Anjou mousseux blanc, AOC AOP Anjou mousseux rosé, AOC AOP Anjou rouge, AOC AOP Cabernet d'Anjou, AOC AOP Cabernet d'Anjou nouveau ou primeur, AOC AOP Crémant de Loire blanc, AOC AOP Crémant de Loire rosé, IGP Maine-et-Loire blanc, IGP Maine-et-Loire rosé, IGP Maine-et-Loire rouge, AOC AOP Rosé d'Anjou, AOC AOP Rosé d'Anjou nouveau ou primeur, AOC AOP Rosé de Loire, AOC AOP Saumur mousseux blanc, AOC AOP Saumur mousseux rosé.

## Culture locale et patrimoine

### Lieux et monuments
Bien que l'on ne trouve pas sur la commune de Montilliers de bâtiments inscrits Monuments historiques, plusieurs figurent à l'Inventaire général :
- Chapelle Notre-Dame-de-Toutes-les-Aides, route d'Angers, du XVIIe siècle, chapelle fondée vers 1600 1620, Inventaire général du patrimoine culturel ;
- Château, lieu-dit Tirpoil, du XVe siècle, Inventaire général du patrimoine culturel ;
- Plusieurs fermes des XVe, XVIe et XVIIe siècles, Inventaire général du patrimoine culturel ;
- Plusieurs maisons des XVIe et XVIIe siècles, Inventaire général du patrimoine culturel ;
- Manoir, lieu-dit la Perrochère, du XVe siècle, Inventaire général du patrimoine culturel ;
- Moulin à vent, lieu-dit Moulin de la Cave, des XVIe et XVIIe siècles, Inventaire général du patrimoine culture ;
- ainsi que plusieurs autres moulins sur la rivière le Lys, des XVIe, XVIIe et XVIIIe siècles, Inventaire général du patrimoine culturel ;
- Prieuré[Note 3] de Bénédictins Saint-Hilaire, place du Prieuré, des XIe, XIIe et XVe siècles, en 1026 le prieuré dépendait de l'abbaye Saint-Florent de Saumur, Inventaire général du patrimoine culturel.

Autres lieux :
- Lavoir situé au lieu-dit la Fontaine et restauré en 1998.

## Pour approfondir